# Ямайка на літніх Олімпійських іграх 1956
Ямайка на літніх Олімпійських іграх 1956 в Мельбурні (Австралія) брала участь втретє за свою історію. Країну представляли 6 легкоатлетів, які вперше за час виступів не вибороли жодної медалі.
Наймолодшим членом команди був Джордж Керр (19 років 44 дні), найстарішим — Кіт Гарднер (27 років 86 днів).